# Шоллене
Шоллене (нем. Schollene) — община в Германии, в земле Саксония-Анхальт.
Входит в состав района Штендаль. Подчиняется управлению Эльбе-Хафель-Ланд. Население составляет 1297 человек (на 31 декабря 2010 года). Занимает площадь 65,32 км².